# 위저드 (잡지)
위저드(Wizard)는 미국에서 1991년 7월에서 2011년 3월까지 20년 남짓 존속하며 인기를 얻었던 엔터테인먼트 산업 월간지이다.
이 잡지에서는 매년 1월(1992년 1월에서 2011년 1월까지)에 위저드 팬 어워드를 시상하였다.